# Manuel Gold
Manuel Enrique Gold Pérez (Lima, 9 de noviembre de 1985) es un actor de teatro, cine y televisión, reconocido por el papel estelar de «Rocky» Rivera en la serie de televisión cómica Los del Solar.
Ha participado en más de 45 montajes teatrales, 9 películas, varias series de televisión y la serie web Los cinéfilos como protagonista, de donde sale su icónica escena «El peor día de mi vida». Debutó como director de teatro con la obra Los caracoles de Julio Ramón Ribeyro en el 2024.

## Biografía

### Primeros años
Manuel Enrique Gold Pérez nació en la capital Lima el 9 de noviembre de 1985. Mientras estaba a punto de acabar la secundaria, Gold comienza a dedicarse a la actuación recibiendo clases en los talleres de verano de Javier Echevarría Escribens, luego estudió la carrera de comercio y producción en el Instituto del Colegio Alexander Von Humboldt, más adelante recibe clases en el Taller de Formación Actoral de Roberto Ángeles en paralelo a estudiar comunicación audiovisual en el instituto Toulouse Lautrec.

### Trayectoria
En 2002, Gold debuta en la actuación a los dieciséis años participando en la obra teatral La vaca, la capa y la zapatilla, siendo uno de los protagonistas.
Tras participar en cortos papeles en diferentes montajes, en 2005 alcanza la fama gracias a su participación en la serie cómica Los del Solar del canal Panamericana Televisión en el papel estelar de «Rocky» Rivera, además de recibir clases en el Taller de Formación Actoral de Roberto Ángeles mientras estudiaba la carrera de comunicación audiovisual.
Los siguientes años participa de varias obras de teatro entre ellas Los número 6, Volpone, La reina de belleza de Leenane y Los 39 escalones; regresa a la televisión con el personaje de Luis Bryce Manucci en la novela Graffiti en el 2008, para luego interpretar a Rodolfo en Matadoras.
En los siguientes años, hace los cortometrajes Rumeits (2009) y Pornostar (2010).
En 2011, participa en la conducción junto a Jesús Alzamora del programa televisivo Polizontes del canal Plus TV, donde ambos ingresaron en reemplazo de Gian Piero Díaz y Renzo Schuller. Ese mismo año también participa de la obra Astronautas.
En el 2012, Gold coprotagonizó la obra A ver un aplauso como el payaso Tripaloca, donde recibió la nominación al premio de El Oficio Crítico en la categoría «Mejor actor de drama del año», siendo finalmente el ganador. 
Gold protagonizó la pionera serie web peruana Los cinéfilos al lado del actor y humorista Guillermo Castañeda en 2013. Una de las escenas más recordadas de la ficción fue la de «El peor día de mi vida», en la cual Gold, interpretando el personaje de Manuel, le reclama a un vendedor de DVD la venta de una copia de la película Rápidos y furiosos 6, con subtítulos en español de España, de ahí sus icónicas frases: «Está traducida al español de España h..., al español de España h...», «Fuí al cine y no había nada que ver en el cine, solo había para ver Rápidos y furiosos 6» y «¡¿Quéeeee?!». La serie tuvo 6 temporadas consecutivas en la plataforma YouTube hasta 2016. Años más tarde, volvió a interpretar su papel en Los cinéfilos para el comercial de la empresa telefónica Entel en el 2022.
Continuó con su carrera actoral, protagonizando obras de teatro como Los fabulatas, Un hombre con dos jefes y ¡Oh por Dios! entre otras; en el 2015 también participó de la teleserie Somos family para el canal Latina Televisión interpretando al peculiar personaje Pepe Swing, ese mismo año tuvo una participación especial en el videoclip del tema musical La loca, interpretado por la banda de pop peruano Ves Tal Vez, también protagoniza la película Como en el cine dirigida por Gonzalo Ladines con el personaje de Nico, un director de cine de bajo presupuesto. Con este personaje gana el galardón de los Premios Tunki, en la categoría «Mejor actor». 
Luego en el 2017, protagoniza junto al también actor César Ritter la película Cebiche de tiburón como «Pato», el personaje es un ayudante de restaurante al que le gusta cocinar y que a su vez quiere participar en un concurso de cocina en la televisión, para lo que emprende una travesía en busca de la receta secreta para ganar dicha competencia. Además participó junto a Ramón García en la cinta La luz en el cerro como Jeferson y también en la película El soñador como Teta. Ese mismo año gana el Premio Luces a «Mejor actor» por la obra teatral Fragmentos.
En el 2019, Gold asume la conducción del programa Cortos IPE del canal estatal TV Perú. El siguiente año continúa en la conducción pero esta vez del programa televisivo ¿Por qué somos así?, donde compartió junto a la presentadora Nadia Valdivia. Ese año también fue coguionista de la obra teatral Submarinos,  con Jely Reátegui como protagonista de la trama.
En el 2021, fue conductor del programa Generación Bicentenario con Brigitte Jouannet, Júnior Béjar y Vanessa Zeuner. En ese año protagoniza junto a Andrea Luna la adaptación local de la obra teatral Bull, interpretando a José.
Participa en la última temporada de la obra Toc Toc de Los Productores en el 2022 y en el 2023 fue parte del reparto de la obra de teatro Velas de cumpleaños con el personaje de «Memo», la cual fue estrenada en el Teatro Ricardo Blume. Ese año, vuelve a protagonizar por tercera vez a Jack en la obra El primer caso de Black y Jack, compartiendo el rol junto a Jely Reátegui y César García.
Gold inicia el año 2024 con la dirección de su primer montaje Los caracoles, obra teatral escrita por Julio Ramón Ribeyro y puesta en escena por primera vez en Lima de la mano de La Ira Producciones con un éxito total y todas las entradas de la temporada agotadas. 
En ese año, regresa a la televisión peruana después de siete años de ausencia, con el papel de Jhonny Videla en el remake peruano Pobre novio, transmitida por la cadena Latina Televisión, bajo la producción de Chasqui Producciones.

## Filmografía

#### Cortometrajes
- Rumeits (2010), protagónico.
- Pornostar (2011), protagónico.
- Peón 4 Rey (2014)
- Asunción (2015)
- Ese tipo se ha muerto y no se ha enterado (2015), protagónico.
- Autos fantásticos (2019) como «Beatle» / «Toro» (voz).

#### Largometrajes
- El limpiador (2012)[19]
- Rocanrol 68 (2013) como Bobby
- El vientre (2014) como Jaime
- NN Sin identidad (2014)
- Como en el cine (2015) como Nico (protagónico).
- El soñador (2016) como Teta (rol principal).
- La luz en el cerro (2016)[10]como Jeferson (protagónico).
- Cebiche de tiburón (2017) como Pato (protagónico).[9]
- Papá Youtuber (2019) como Thiago (rol principal).

### Serie web
- Los cinéfilos (2013-2016) como Manuel (protagónico).
- Con mi novio no te metas (2017) como Rubén (actor invitado).

### Televisión

#### Teleseries
- Los del Solar (2005) como «Rocky» Rivera (rol principal).[20][1]
- Condominios S.A. (2006) como «Calín»
- Graffiti (2008) como Luis Bryce Manucci.
- Matadoras (2010) como Rodolfo
- Somos family (2015) como Pepe Swing (protagónico).
- Pensión Soto (2017) como Inocencio Mirón (actor invitado).
- Pobre novio (2024-2025) como Juan David «Johnny» Videla Martínez.

#### Programas de televisión
- Polizontes (2011-2014) como él mismo (presentador).[2][21]
- Cortos IPE (2019) como él mismo (presentador).
- ¿Por qué somos así? (2019-2021) como él mismo (presentador).
- Generación Bicentenario (2021) como él mismo (presentador).[13]

### Teatro

#### Como actor
- La vaca, la capa y la zapatilla (2002) como «La vaca» (protagónico y debut actoral).
- Charlie y la fábrica de chocolate (2003)
- Vladimir (2006)
- Karaoke (2008)
- Los número 6 (2008)
- No pasa nada (2008)
- Cacúmenes (2008)
- Hombres al natural (2009)
- La asombrosa fábula de el rey Ciervo (2009)
- Esta obra es un desastre (2009)
- Amigos invisibles (2009)
- Volpone (2009)
- La reina de belleza de Leenane (2010)
- Los 39 escalones (2010)
- El juego de la oca (2011)
- Demasiado poco tiempo (2011)
- Astronautas (2011)
- Emma: un dibujo animado en el mundo real (2011)
- A ver un aplauso (2012)
- Los fabulatas (2013)
- Sueños de un seductor (2013)
- Falsarios (2013)
- Un hombre con dos jefes (2014)
- ¡Oh por Dios! (2015)
- Los fabulatas 2 (2015)
- La rebelion de los conceptos (2015)
- Plop y Wiwi (2016)
- Casi don Quijote (2016)
- Peter Pan (2016)
- Hamlet (2016)
- Los perros (2017-2019)[22]
- Fragmentos (2017)
- El primer caso de Black y Jack (2017-2023) como Black (protagónico).[18][16]
- ¿Sueldo bajo? ¡No hay que pagar! (2019)
- Cuentos fantásticos (2019)
- Cronos y los viajeros del tiempo (2021)
- Bull (2021; 2023) como José (protagónico).
- Toc Toc (2022)
- La Cenicienta (2022)
- Peregrinos (2023)
- Sobre brujas y criaturas ordinarias (2023 ; 2024)[23]
- Velas de cumpleaños (2023 ; 2024)
- La selva de Miranda (2023 ; 2024)
- No estás solo (2024)

#### Como director
- Los caracoles (2024 ; 2025)

#### Como guionista
- Fabulatas (2013) como coguionista.
- ¡Oh por Dios! (2015) como coguionista.
- Casi don Quijote (2016) como coguionista.
- El primer caso de Black y Jack (2017 ; 2019 ; 2024) como coguionista.
- Submarinos (2020) como asistente de dirección y coguionista.[12]

### Spots publicitarios
- Entel (2019-2024) como él mismo (participación especial).

### Videoclips
- Quiero ser hardcore de Las Amigas de Nadie (2011), participación especial.
- La loca de Ves Tal Vez (2015), participación especial.

## Premios
| Año  | Premios                   | Categoría            | Trabajo          | Resultado | Ref.   |
| ---- | ------------------------- | -------------------- | ---------------- | --------- | ------ |
| 2017 | Premios Luces             | Mejor actor          | Fragmentos       | Ganador   | [ 24 ] |
| 2015 | Premios Tunki             | Mejor actor          | Como en el cine  | Ganador   | [ 24 ] |
| 2012 | Premios El Oficio Crítico | Mejor actor de drama | A ver un aplauso | Ganador   | [ 24 ] |